# هيثم سعيد
هيثم سعيد ممثل ومغني مصري، حقق نجاحا في مجال الغناء، فقرر خوض تجربة التمثيل .

## بدايته
فاز هيثم سعيد في مهرجان القاهرة للإعلام العربي ومهرجان art كأفضل وجه جديد وعلى الرغم من صغر حجم دوره في مسلسل قلب ميت ألا أنه دور قوي ومؤثر واستطاع أن يدخل إلى قلوب المشاهدين، وشارك في مسلسل عدى النهار ومسلسل المصراوية للمخرج إسماعيل عبد الحافظ.

## أعماله الفنية في مجال الغناء

### ألبومات
- مش بس كلام ويتضمن 8 أغاني
- لإمتى ويتضمن 10 أغاني

## أعماله السينمائية

### الأفلام
- شباب على الهواء (2002)
- رامي الاعتصامي (2008)
- لمح البصر (2009)

## روابط خارجية
- هيثم سعيد على موقع الدهليز
- هيثم سعيد على موقع قاعدة بيانات الأفلام العربية
- هيثم سعيد على موقع ديسكوغز (الإنجليزية)